# Nicholas Jonas (албум)
Nicholas Jonas е едноименния албум на американския писател и изпълнител на песни Ник Джонас както и първия му албум без Jonas Brothers. Планиран е за пускане пред декември 2004, но е забавян няколко пъти. По-късно излиза на пазара в ограничени количества. През есента на 2004 са издадени два сингъла от албума, „Dear God“ и „Joy to the World (A Christmas Prayer)“. И двете набират популярност по християнски радио станции, но не и по основните такива, слушани от масовото население. Албумът включва откъси от по-късни песни на Jonas Brothers като „Time For Me To Fly“ и „When You Look Me In The Eyes“. Когато Jonas Brothers подписват с Daylight/Columbia Records Ник временно изоставя соло кариерата си. Групата издава първия си албум, It's About Time, през 2006.

## Песни
| Nicholas Jonas, 2004 | Nicholas Jonas, 2004                      | Nicholas Jonas, 2004 | 40:37 |
| #                    | Заглавие на песента                       | Автор(и)             | Време |
| 1.                   | ''Dear God''                              |                      | 3:20  |
| 2.                   | ''Time For Me To Fly''                    |                      | 3:30  |
| 3.                   | ''Appreciate''                            |                      | 3:09  |
| 4.                   | ''Whe You Look Me In The Eyes''           |                      | 4:02  |
| 5.                   | ''Higher Love''                           |                      | 3:59  |
| 6.                   | ''Please Be Mine''                        |                      | 4:22  |
| 7.                   | ''I Will Be The Light''                   |                      | 4:24  |
| 8.                   | ''Don't Walk Away''                       |                      | 3:43  |
| 9.                   | ''Joy To The World (A Christmas Prayer)'' |                      | 4:27  |
| 10.                  | ''Crazy Kinda Crush On You''              |                      | 2:59  |
| 11.                  | ''Wrong Again''                           |                      | 4:01  |